# Cornelia Stolze

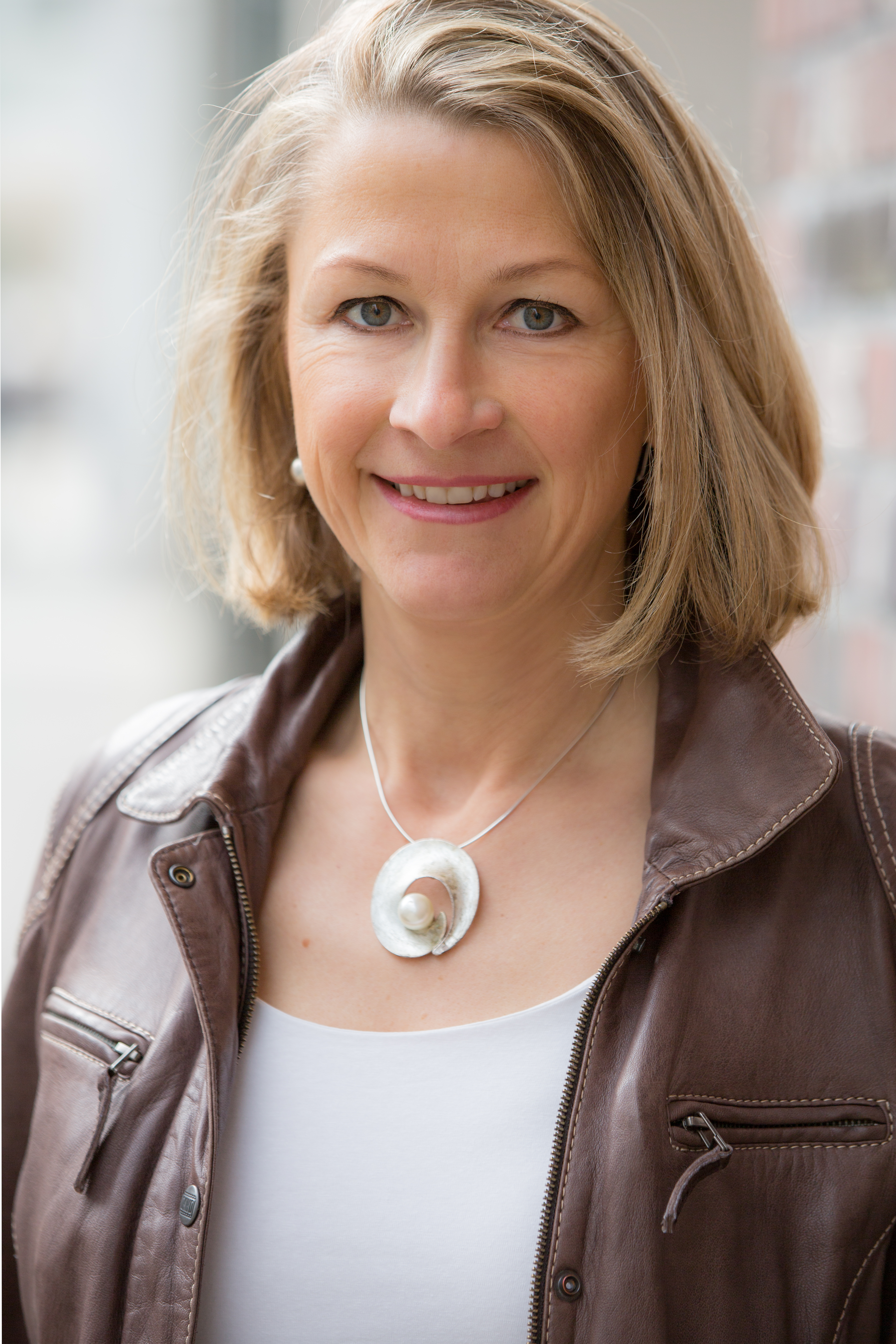
Cornelia Stolze (2014)

Cornelia Stolze (* 1966) ist eine deutsche Biologin und Wissenschaftsjournalistin.
Sie studierte an der Universität Tübingen und schloss 1993 als Diplom-Biologin ab. Anschließend arbeitete sie im Bereich Öffentlichkeitsarbeit am Max-Delbrück-Centrum für Molekulare Medizin und Max-Planck-Institut für Biochemie in München-Martinsried. Sie arbeitete als Wissenschaftsredakteurin bei Die Woche und bei der Berliner Zeitung. Seit 2002 ist sie als freie Autorin für Der Stern, Die Zeit, Spiegel Online und Wirtschaftswoche zu Themen aus dem Bereich Medizin, Biologie und Psychologie tätig.